# Болбочешть
Болбочешть, Болбочешті (рум. Bolbocești) — село у повіті Горж в Румунії. Входить до складу комуни Албень.
Село розташоване на відстані 207 км на захід від Бухареста, 25 км на схід від Тиргу-Жіу, 77 км на північ від Крайови.

## Населення
За даними перепису населення 2002 року у селі проживали 532 особи, усі — румуни. Усі жителі села рідною мовою назвали румунську.